# Мандинке
Мандинка су Манде народ у западној Африци, чији представници физички или културно потичу од древног Царства Мали које је контролисало транссахарску трговину од Блиског истока д западно Африке. У раном 13. веку били су под вођством Сундиате. У истом веку су проширили су се на територији данашњег Малија, створивши велико царство.
Мандинка данас има преко десет милиона и живе претежно у Западној Африци. Највише их има у Буркини Фасо, Обали Слоноваче, Гвинеји, Гамбији, Гвинеји Бисао, Либерији, Малију, Сенегалу Мауританији и Сијера Леонеу. У мањем броју живе у готово свакој другој држави западни Африке.

## Образовање
Образовање код Мандинка је веома слабо развијено. Тек их је око 10% писмено. И поред тог Мандинке имају обиље знања о својој историји. Томе је допринела развијена „усмена култура“ односно предања. Приче из прошлости су саставни део свакодневице.

## Религија
Око 98% мандика припадници су исламске вере.